# Ballarra alpina
Espèce
Ballarra alpina est une espèce d'opilions eupnois de la famille des Neopilionidae.

## Distribution
Cette espèce est endémique de Nouvelle-Galles du Sud en Australie. Elle se rencontre dans le parc national du Kosciuszko.

## Description
Le mâle holotype mesure 1,43 mm et la femelle paratype 2,27 mm.

## Systématique et taxinomie
Cette espèce a été décrite par Hunt et Cokendolpher en 1991.

## Étymologie
Son nom d'espèce lui a été donné en référence au lieu de sa découverte, les Alpes australiennes.

## Publication originale
- Hunt & Cokendolpher, 1991 : « Ballarrinae, a new subfamily of harvestmen from the Southern Hemisphere (Arachnida, Opiliones, Neopilionidae). » Records of the Australian Museum, vol. 43, no 2, p. 131–169 (texte intégral).